# Kickstarter
Кікстартер(англ. Kickstarter) — сайт фінансування творчих проєктів за схемою спільнокошту. Заявлена місія компанії — «допомогти реалізувати творчі проєкти». Kickstarter фінансує різноманітні проєкти, у 13-ти категоріях: мистецтво, комікс, танець, дизайн, мода, фільми і відео, їжа, відеоігри, музика, фотографія, видавництво, технологія, театр. Станом на липень 2021 року Kickstarter отримав майже 6 мільярдів доларів від 20 мільйонів прихильників на фінансування 205 000 проєктів.

## Історія
Kickstarter запущено 28 квітня 2009, Перрі Ченом, Янсі Стриклером, і Чарльзом Адлером. Нью-Йорк Таймс назвав Kickstarter «людьми Національного фонду мистецтва». Time назвав Kickstarter одним з «найкращих винаходів 2010» та «найкращих вебсайтів 2011 року». Як повідомляється, Kickstarter підняв 10 мільйонів доларів фінансування від Backers, включаючи NYC на основі венчурних профспілкових підприємств і інвесторів-янголів, таких як Джек Дорсі, Зак Кляйн і Катерина Фейк. Компанія заснована на 58 вулиці Кент в Ґрінпойнті, Бруклін, розміщена в частині колишньої фабрики олівців Eberhard Faber.
14 лютого 2013 року, Kickstarter випустив додаток iOS, який називається Kickstarter для iPhone.
31 жовтня 2012 року Kickstarter започаткував проєкти, що базуються в Сполученому Королівстві; за ними слідують проєкти, засновані в Канаді 9 вересня 2013, Австралії і Новій Зеландії 13 листопада 2013 року, Нідерландах 28 квітня 2014 року, Данії, Ірландії, Норвегії і Швеції 15 вересня 2014 року, Німеччині 28 квітня 2015 року, Франції і Іспанії 19 травня 2015 року, Австрії, Бельгії, Італії, Люксембурзі і Швейцарії 16 червня 2015 року, Сінгапурі і Гонконзі 30 серпня 2016 року, Мексиці 15 листопада 2016 року і Японії 12 вересня 2017 року.
20 квітня 2020 року компанія Kickstarter оголосила, що вона, швидше за все, піде на звільнення робітників через пандемію коронавірусу, яка зменшила кількість активних проєктів — «близько 35 % нижче того, що було в цей час в минулому році».

## Модель
Спосіб колективного збору коштів називають «краудфандинг». Kickstarter полегшує збір коштів, створивши модель, яка може бути кращою за традиційні способи інвестування. Той, хто хоче отримати фінансування, повинен зареєструватися і розмістити опис проєкту на Kickstarter. Kickstarter містить рекомендації які проєкти будуть прийняті.
Платформа Kickstarter відкрита для прихильників з будь-якої точки світу та для творців з багатьох країн, включаючи США, Велику Британію, Канаду, Австралію, Нову Зеландію, Нідерланди, Данію, Ірландію, Норвегію, Швецію, Іспанію, Францію, Німеччину, Австрію, Італію, Бельгію, Люксембург, Швейцарію та Мексику.
Власник проєкту повинен вказати останній термін (макс. 90 днів) і мінімальну суму коштів, яку необхідно зібрати. Якщо проєкт не зібрав потрібну кількість коштів до кінця терміну, то гроші повертаються жертводавцям. Гроші збираються за допомогою Amazon Payments, ініціатору проєкту потрібно мати рахунок в американському банку.
Kickstarter бере 5 % від залучених коштів; Amazon стягує додаткові 3-5 %. На відміну від багатьох форумів зі збору коштів або інвестицій, Kickstarter не претендує на право власності на проєкти і роботи, яку вони виробляють. Тим не менш, проєкти, здійснювані на сайті, зберігаються і доступні для громадськості. Після того, як фінансування проєктів завершується, завантажена інформація і матеріали не можуть бути відредаговані або видалені з сайту.
Не існує гарантії, що творці, які публікують свої проєкти на Kickstarter, будуть реалізовувати їх, використовувати гроші для цього, або що завершені проєкти виправдають очікування прихильників, тож прихильникам запропоновано судити підтримуваний проєкт. Kickstarter також попереджає керівників проєктів про те, що вони можуть нести юридичну відповідальність за невиконання обіцянок. Проєкти також можуть зазнати невдачі навіть після успішної кампанії збору коштів, коли творці недооцінюють загальні витрати або технічні труднощі.

### Проєкти
21 червня 2012 року Kickstarter почав публікувати статистику своїх проєктів. Станом на 4 грудня 2019 р. було розпочато 469 286 проєктів, з успішністю 37,45 % (коефіцієнт успіху — це кількість успішно профінансованих проєктів, які досягли поставленої мети). Загальна сума застави склала 4 690 286 673 доларів.
В перші роки бізнес швидко розростався.
| Роки | Кількість успішних проєктів | Долари в заставу |
| ---- | --------------------------- | ---------------- |
| 2010 | 3910                        | $27 638 318      |
| 2011 | 11 836                      | $99 344 381      |
| 2012 | 18109                       | $610 352         |

9 лютого 2012 року Kickstarter досяг ключових етапів. Док-станція для iPhone, розроблена Кейсі Хопкінс, стала першим проєктом Kickstarter, який обіцяв мільйон доларів. Кілька годин потому новий проєкт пригодницької гри, започаткований Double Fine Productions, досяг тієї ж цифри. Він був запущений менш ніж за 24 години до цього і завершився з понад 3 мільйонами доларами в заставу. Це також був перший випадок, коли Kickstarter отримав понад мільйон доларів в заставу за один день. 30 серпня 2014 року «Coolest Cooler», створений Райаном Греппером, став найбільш фінансованим проєктом Kickstarter в історії, фінансування якого склало 13,28 млн. Доларів США, побивши рекорд, який раніше мав смарт-годинник Pebble.
З 2012 по 2013 роки професор Уортона Етан Моллік та Жанна Пі проводили дослідження щодо того, що сприяє успіху чи невдачі проєкту на Kickstarter. Деякі ключові висновки аналізу полягали в тому, що збільшення розміру цілі негативно асоціювалися з успіхом. Проєкти, розміщені на домашній сторінці Kickstarter, мають 89 % шансів на успіх, а ті що не розміщені 30 %. Також 30-денний проєкт, на суму $10,000 має на 9 % більше шансів на успіх, ніж 60-денний проєкт з таким самим фінансуванням.
Десять найбільших проєктів Kickstarter перераховані нижче. Серед успішних проектів більшість збирає від 1000 до 9999 доларів. Ці суми в доларах падають менше ніж наполовину у категоріях «дизайн, ігри та технології». Однак середня сума, зібрана для двох останніх категорій, залишається чотиризначним. Існують суттєві відмінності в успішності проєктів, які попадають під різні категорії. Понад дві третини завершених проєктів зв'язаних з танцями були успішними. На відміну від цього, лише 30 % проєктів категорії «Мода» досягли своєї мети. Більшість невдалих проєктів не досягають навіть 20 % бажаної суми, і ця тенденція поширюється на всі категорії.

### Категорії
Творці класифікують свої проєкти в одну з 13 категорій та 36 підкатегорій. Це: мистецтво, комікси, танці, дизайн, мода, кіно, відео, їжа, ігри, музика, фотографія, видавнича справа, технології та театр. З цих категорій, кіно, відео та музика є найбільшими та зібрали найбільше грошей. На ці категорії разом з іграми припадає понад половина зібраних коштів. Тільки на відеоігри та настільні ігри припадає більше 2 з кожних 10 доларів, витрачених на Kickstarter.

### Вказівки
Щоб зберігти свій напрямок в якості платформи для фінансування творчих проєктів, Kickstarter окреслив три вказівки, якими мають керуватися всі творці проектів: творці можуть вкладувати отримані кошти лише в проєкти; проєкти мають відповідати одній із 13 категорій сайту; творці повинні дотримуватись заборонених правил щодо використання сайту, що включає благодійні та інформаційні кампанії. Kickstarter має додаткові вимоги до проєктів зв'язаних з виробленням апаратного забезпечення та продуктів. До них відноситься:
- Заборона використання фотореалістичних зображень та імітацій для демонстрації продукта
- Заборона проєктів щодо генетично модифікованих продуктів[37]
- Потрібен фізичний прототип
- Потрібен план виробництва

Вказівки створені для того щоб підкріпити позицію Kickstarter про те, що люди підтримують проєкти, а не роблять замовлення на продукт. Щоб підкреслити уявлення про те, що Kickstarter — це місце, де творці та аудиторія створюють речі разом. Творців усіх категорій просять описувати ризики та проблеми, з якими стикається проєкт у процесі його створення. Це інформує громадськість щодо цілей проєкту та заохочує внесок до спільноти.

## Видатні проєкти та творці
Деякі творчі роботи отримали схвалення критиків та відзнаки після фінансування на Kickstarter. Інші, наприклад, консоль Ouya, призвели до комерційного провалу. Короткометражний документальний фільм «Sun Come Up» та короткометражний фільм «Інцидент у Новому Багдаді» були номіновані на премію «Оскар»; У Музеї сучасного мистецтва в 2011 році; режисер Метт Портерфілд був обраний для показу свого фільму «Putty Hill» на Бієналі Уїтн у 2012 році; проєкт «Гіпотетичне майбутнє» автора Роба Уокера виставлений на 13-й Міжнародній бієнале архітектури у Венеції; альбом музиканта Аманди Палмер «Театр — це зло» дебютував під номером 10 в Billboard 200; дизайнер Скотт Вілсон отримав Національну премію з дизайну від Смітсоніанського Національного музею дизайну Купера-Х'юіта після успіху свого проекту TikTok + LunaTik; іграшка GoldieBlox, що фінансується Kickstarter, отримала загальнонаціональне розповсюдження в 2013 році, і приблизно 10 % фільмів, прийнятих на кінофестивалі Sundance, SXSW та Tribeca, є проектами, що фінансуються на Kickstarter.
Численні відомі творці використовували Kickstarter для створення своїх творів, зокрема: музиканти Дженніфер Пейдж, Пола Коул, TLC, Аманда Макбрум, De La Soul, Аманда Палмер[en] , Деніел Джонстон, Стюарт Мердок, Том Раш; режисери та актори Кевін Сорбо, Елісон Хенніган, Зак Брафф, Брет Істон Елліс, Колін Хенкс, Ед Беглі молодший, Гарі Хаствіт, Хел Хартлі, Дженні Лівінгстон, Марк Дюпласс, Метью Модін, Пол Шрейдер, Вупі Голдберг, Крістен Белл, Джон де Лансі та Зана Бріскі; автори та письменники Ден Хармон, Кевін Келлі, Ніл Стівенсон, Стів Альтес та Сет Годен; фотографи Спенсер Тунік, Шейн Лаваллетт та Герд Людвіг; розробники ігор Тім Шафер, Кейдзі Інафуне, Брайан Фаргота Ренд Міллер; дизайнер Стефан Сагмейстер; аніматор Джон Кріффалузі; комік Юджин Мірман; аніматори Дон Блут і Гері Голдман; підприємці Тім Ферріс, Семюел Агбула і Крейг Мод та виробник гітар на замовлення Moniker Guitars.
Проєкт The Glowing Plant був першою і єдиною кампанією з синтетичної біології на Kickstarter.

## Найкращі проєкти за кількістю залучених коштів
| Позиція | Всього, в $ | Назва проєкту                                               | Автор                     | Категорія      | % фінансування | К-кість інвесторів | Дедлайн    |
| ------- | ----------- | ----------------------------------------------------------- | ------------------------- | -------------- | -------------- | ------------------ | ---------- |
| 1       | 20,338,986  | Pebble Time — Awesome Smartwatch, No Compromises            | Pebble Technology         | Product design | 4,067          | 78,471             | 2015-03-27 |
| 2       | 13,285,226  | Coolest Cooler: 21st Century Cooler that's Actually Cooler  | Ryan Grepper              | Product design | 26,570         | 62,642             | 2014-08-30 |
| 3       | 12,969,608  | Frosthaven                                                  | Cephalofair Games         | Tabletop games | 2,594          | 83,193             | 2020-05-01 |
| 4       | 12,779,843  | Pebble 2, Time 2 + All-New Pebble Core                      | Pebble Technology         | Product design | 1,277          | 66,673             | 2016-06-30 |
| 5       | 12,393,139  | Kingdom Death: Monster 1.5                                  | Kingdom Death/Adam Poots  | Tabletop games | 12,393         | 19,264             | 2017-01-07 |
| 6       | 12,143,435  | Travel Tripod by Peak Design                                | Peak Design               | Product design | 2,429          | 27,168             | 2019-12-13 |
| 7       | 11,385,449  | Critical Role: The Legend of Vox Machina Animated Special   | Critical Role Productions | Film           | 1,518          | 88,887             | 2019-04-19 |
| 8       | 10,266,845  | Pebble: E-Paper Watch for iPhone and Android                | Pebble Technology         | Product design | 10,266         | 68,929             | 2012-05-18 |
| 9       | 9,192,055   | The World's Best Travel Jacket with 15 Features \|\| BAUBAX | BAUBAX LLC                | Product design | 45,960         | 44,949             | 2015-09-03 |
| 10      | 8,808,136   | The Wyrmwood Modular Gaming Table: Coffee & Dining Models   | Wyrmwood Gaming           | Product design | 808            | 7,713              | 2020-10-10 |

| Позиція | Всього, в $ | Назва проєкту                                             | Автор                                | Категорія        | К-кість інвесторів | Дедлайн     |
| ------- | ----------- | --------------------------------------------------------- | ------------------------------------ | ---------------- | ------------------ | ----------- |
| 1       | 8,782,571   | Вибухові кошенята                                         | Exploding Kittens                    | Tabletop games   | 219,382            | Feb 20 2015 |
| 2       | 6,465,690   | Fidget Cube                                               | Matthew and Mark McLachlan           | Product design   | 154,926            | Oct 20 2016 |
| 3       | 5,408,916   | Bring Reading Rainbow Back for Every Child, Everywhere!   | LeVar Burton & Reading Rainbow       | Web              | 105,857            | Jul 3 2014  |
| 4       | 5,702,153   | The Veronica Mars Movie Project                           | Rob Thomas                           | Film             | 91,585             | Apr 13 2013 |
| 5       | 11,385,449  | Critical Role: The Legend of Vox Machina Animated Special | Critical Role                        | Film             | 88,887             | Apr 19 2019 |
| 6       | 3,336,371   | Double Fine Adventure                                     | Double Fine and 2 Player Productions | Film/video games | 87,142             | Mar 14 2012 |
| 7       | 3,215,679   | Bears vs. Babies — A Card Game                            | Exploding Kittens                    | Tabletop games   | 88,887             | Nov 18 2016 |
| 8       | 20,338,986  | Pebble Time– Awesome Smartwatch, No Compromises           | Pebble Technology                    | Product design   | 78,471             | Mar 27 2015 |
| 9       | 4,188,927   | Torment: Tides of Numenera                                | inXile entertainment                 | Video games      | 74,405             | Apr 6 2013  |
| 10      | 3,986,929   | Pillars of Eternity (formerly Project Eternity)           | Obsidian Entertainment               | Video games      | 73,986             | Oct 17 2012 |

### Скасовані проєкти
Kickstarter разом з творцями скасували проєкти, які видавалися шахрайськими. В інтернет-спільнотах були порушені питання щодо напрямків деяких проєктів. Були виявлені такі проблеми: очевидне копіювання графічних матеріалів з інших джерел; нереальні вимоги щодо ефективності або ціни; і нездатність спонсорів виконувати свої попередні проєкти на Kickstarter.
Невеликий список скасованих проєктів:
- Безпілотний вертоліт з камерою Eye3 за нереальні обіцянки щодо продуктивності, фотографії, скопійовані з інших комерційних продуктів, і за нездатність творців виконати попередній проєкт на Kickstarter.[72]
- «Mythic: The Story of Gods and Men» пригодницька гра була скасована за копіювання графіки з інших ігор та нереальні обіцянки; творець зібрав 4739 доларів з 80 000 доларів, перш ніж скасувати проєкт.
- Система живлення Tech-Sync за неможливість надати фотографії прототипу та раптовий від'їзд автора.[73]
- «Tentacle Bento» карткова гра, призначена для висміювання коміксів про ґвалтування щупальцями японських школярок, після критики ЗМІ за неналежний вміст.[74]
- Kobe Red,, проєкт по виробництву в'яленого м'яса з яловичини, був скасований після збору 120 309 доларів. Проєкт нібито був шахрайським.[75]
- Лазерна бритва Skarp була скасована у 2015 році. Проєкт зібрав 4 мільйони доларів в заставу, але був скасований після того, як Kickstarter заявив, що Skarp не продемонстрував робочий прототип.[76]

## Суперечки
У статті Huffington Post у 2015 році «Why Kickstarter is Corrupted» Натан Резнік звинувачує за зростання платної реклами, кампаній, що підтримуються інвесторами, та краудфандингових агентств і занепад Kickstarter, як корисного інструменту для невеликих винахідників та творців. У внутрішніх звітах Kickstarter сказано, що 9 % проєктів Kickstarter не приносять винагороди.
Резнік наводить Небію, за підтримки Тіма Кука та Еріка Шмідта, як приклад добре фінансованого проєкту, який підтримується інвесторами, використовуючи Kickstarter виключно для розголосу, таким чином залучаючи пожертви від менших команд.
Крім того, багато окремих проектів викликали суперечки.
- У травні 2014 року Kickstarter заблокував збір коштів на фільм про Керміт Госнелл, який проводив аборти. Продюсер Phelim McAleer стверджував, що Kickstarter цензурував проєкт через його графічний зміст та підтримку «ліберального порядку денного[79]». У червні 2014 року проект отримав схвалення для збору коштів від конкуруючого сайту Indiegogo, залучивши понад 2,3 млн доларів.
- 6 листопада 2013 року письменник/режисер Хел Хартлі розпочав кампанію Kickstarter для виробництва свого майбутнього фільму «Нед Гвинтівка», загалом вимагаючи 384 000 доларів. 25 листопада Хартлі додав рівень винагороди у розмірі 9 000 доларів, пропонуючи права на розповсюдження фільму протягом семи років у США та інших країнах, що зробило його кампанію на Kickstarter першою, яка запропонувала права на розповсюдження фільму. Згодом Kickstarter повідомив Hartley, що продаж прав на розповсюдження є формою інвестування, яка заборонена умовами Kickstarter, що змусило Hartley вилучити опцію.[80]
- У червні 2013 року виникла суперечка щодо книги «Над грою», посібника із спокушання жінок. Видавники відзначили, що поради, наведені в книзі спонукали до сексуального насильства. Незважаючи на те, що Kickstarter отримав значне попередження, вони не змогли зупинити проєкт. Врешті-решт сайт написав листа з вибаченнями та наклав повну заборону на «Посібник спокушання».[81]
- У квітні 2013 року режисер Зак Брафф використав Kickstarter для фінансування свого фільму «Шкода, що я не був тут» і за три дні зібрав 2 мільйони доларів, посилаючись на фільм «Вероніка Марс» Роба Томаса, в якості джерела свого натхнення. Брафф отримав критику за використання сайту, заявивши, що його статус приверне увагу інших творців, яким не вистачає визнання знаменитостей, таку ж критику щодо великих діячів ігрової індустрії, які використовують Kickstarter. (Одним із прикладів є Річард Гарріотт, який створив успішний Kickstarter у розмірі 1 мільйона доларів, незважаючи на своє особисте багатство.) Kickstarter оскаржив ці аргументи, стверджуючи, що відповідно до їх показників великі проєкти залучають нових відвідувачів, які, у свою чергу, роблять внески у менш відомі проєкти.
- З 2013 року кілька краудфандингових компаній звинуватилиу створенні фальшивих внесків, щоб змусити спільноту вважати, що кампанії були успішними, та обманювати потенційні джерела відповідних коштів.
- У 2012 році Аманда Палмер зібрала 1,2 млн доларів на Kickstarter. Її критикували за те, що вона попросила, щоб музиканти грали з нею безкоштовно на гастролях, після того, як вона зібрала таку велику суму.[82]
- У травні 2011 року студент факультету кіномистецтва Нью-Йоркського університету Матіас Шимада зібрав 1726 доларів на створення фільму, але плагіатував ще один фільм. Згодом він вибачився перед громадськістю.[83][84]

### Патентні суперечки
- 30 вересня 2011 року Kickstarter подав позовну заяву до суду проти ArtistShare, намагаючись визнати недійсним патент US 7885887 на краудфандинг «Методи та пристрої для фінансування та маркетингу творчих робіт». Kickstarter просив визнати патент недійсним або, принаймні, щоб суд визнав, що Kickstarter не несе відповідальності за порушення. У лютому 2012 року ArtistShare та Fan Funded відповіли на скаргу Kickstarter, подавши клопотання про відмову у позові. Вони стверджували, що судові процеси щодо порушення патентів ніколи не загрожував, що «ArtistShare просто звернувся до Kickstarter щодо ліцензування своєї платформи, включаючи патентні права», і що «замість того, щоб відповісти на запит ArtistShare про зустрічну пропозицію, Kickstarter подав цей позов». Суддя постановив, що справу можна продовжити. Потім ArtistShare у відповідь подав зустрічний позов про те, що Kickstarter дійсно порушує свій патент. У червні 2015 року Kickstarter виграв позов, і суддя визнав патент ArtistShare недійсним.[85]
- 21 листопада 2012 року 3D Systems подала позов про порушення патентних прав проти Formlabs та Kickstarter за порушення патенту на 3D-принтер США 5 597 520 «Одночасне багатошарове затвердіння у стереолітографії». Formlabs зібрав 2,9 мільйона доларів у кампанії Kickstarter на фінансування власного конкурентного принтера. Компанія заявила, що Kickstarter завдав «непоправної шкоди» своєму бізнесу, просуваючи принтер Form 1, і получила 5%-знижку на собіцяні засоби. Суддя надав шестимісячний термін перебування для врегулювання переговорів, у яких Kickstarter не брав участі.
- 23 січня 2015 року компанія Alphacap Ventures LLC подала позов про порушення патентів проти кількох платформ краудфандингу, включаючи Indiegogo, CircleUp, GoFundMe, Kickstarter, Gust, RocketHub та Innovational Funding, на три патенти — US 7848976, US 7908208 та US 8433630. За даними Bloomberg, Alphacap Ventures надає стратегічні, операційні та фінансові консультаційні послуги у Сполучених Штатах поряд з іншими фінансовими послугами. В іншому місці Alphacap Ventures описується як патентний троль.[86][87]

### Профспілкові зусилля
19 березня 2019 року співробітники Kickstarter оголосили про плани об'єднання у складі Міжнародної спілки офісних та професійних працівників (OPEIU), що зробить Kickstarter єдиною великою технологічною компанією, яка має профспілку. Незабаром після оголошення троє старших співробітників оприлюднили меморандум, в якій не погоджувалися з рішенням, стверджуючи, що воно є надто екстремальним і що це буде «привласнення профспілок для використання пільговими працівниками». За словами працівників Kickstarter, вони хотіли заснували профспілку як для забезпечення можливості колективних переговорів щодо заробітної плати, так і для «надання співробітникам більшої впливу», дозволяючи їм працювати для досягнення цілей, які вони бачать у своїх інтересах та інтересах громадськості.
У травні Азіз Хасан, генеральний директор Kickstarter, оголосив, що компанії будуть потрібні вибори для профспілки, а не його добровільного визнання, заявивши, що «наша точка зору така, що нам краще створити успіх без рамок профспілки.»
16 вересня працівники подали скаргу на Kickstarter до Національної ради з питань трудових відносин (NLRB) після звільнення двох працівників. За словами працівників, їх було звільнено за профспілку, хоча компанія стверджує, що це було «через проблеми з продуктивністю». Після цих тверджень деякі творці Kickstarter розпочали кампанію проти Kickstarter, щоб дозволити її працівникам об'єднуватися в профспілки.
28 вересня Kickstarter підтвердив, що не визнає зусиль профспілки. У заяві, адресованій творцям проектів, генеральний директор заявив, що профспілка перетворить відносини на робочому місці «за своєю суттю суперечливі» і що вона «не відображає, ким ми є як компанія». Крім того, генеральний директор підтвердив, що Kickstarter залишився при своєму рішенні звільнити двох співробітників і буде вживати судових заходів для боротьби з їх вимогами. Заява негайно спричинила критику та заклики до бойкоту від творців, які раніше користувалися платформою, тоді як письменник Ніл Гейман написав у твіттері, що навряд чи він буде підтримувати або посилатися на нові кампанії Kickstarter, «Якщо вони будуть проти профспілки».
Співробітники Kickstarter продовжували подавати скарги до NLRB, що змусило Kickstarter дозволити своїм працівникам офіційно проголосувати за профспілку. Голосування відбулося вранці 18 лютого 2020 року, при цьому 46 проголосували за приєднання до ОПЕІУ та 37 проти. Генеральний директор Азіз Хасан після голосування сказав: «Ми підтримуємо і поважаємо це рішення, і ми пишаємося чесним та демократичним процесом, який привів нас сюди». Таким чином, OPEIU тепер працюватиме з профспілковими зусиллями, Kickstarter United, для того щоб укласти договір з керівництвом Kickstarter.
Станом на 2 травня 2020 року 60 % робочої сили входили до складу профспілки.

## Критика
Кожен проєкт мусить проходити модерацію, і спостерігається тенденція [Архівовано 4 серпня 2012 у Wayback Machine.], що організатори здебільшого відбирають тільки потенційно найуспішніші проєкти. Котрі обов'язково мають відео, обіцяють своїм інвесторам найбільші нагороди, бенефіти, віддяки. Наприклад, готовий примірник чи декілька примірників гри, коміксу, книги; гравіювання ім'я інвестора тощо. Також на сайті дуже важко шукати неуспішні проєкти, що не здобули фінансування. Саме цим частково і пояснюється величезний показник успішно профінансованих проєктів. Згідно з цими позиціями сайт надміру сконцентрований на успішності і є надто комерціалізованим, тому виступає швидше біржею чи магазином передоплати продуктів мистецтва, які сподобалися.
Іншим пунктом критики є принцип «все або нічого», за яким гроші повертаються, якщо проєкт не назбирав 100 % потрібних коштів. Це спонукає авторів самим дофінансовувати свої проєкти. За приблизними підрахунками [Архівовано 12 квітня 2012 у Wayback Machine.] точкою неповернення є 25 %. Якщо проєкт їх назбирав, то імовірність цілковитого фінансування і упішності проєкту становить 90 %.